# Мисия на Ивакура
„Мисията на Ивакура“ или „Пратеничество на Ивакура“ (на японски: 岩倉使節団, Ивакура Шисецудан) представлява японска дипломатическа мисия в САЩ и Европа, състояла се между 1871 и 1873 г., с участието на бележити държавници и учени от периода Мейджи.
Въпреки че това не е единствената подобна мисия, тя е най-добре познатата и значима що се отнася до модернизацията на Япония след дългия период на изолация от Запада. Предложението за нея идва от влиятелния холандски мисионер и преподавател Гвидо Вербек и е донякъде сходна с Великото пратеничество на Петър I.
Целите на мисията са няколко – да се търси признание за възстановената императорска династия на император Мейджи, да се предоговорят неравноправните договори със западните държави и да се осъществи задълбочено проучване на модерните индустриални, политически военни и образователни системи в САЩ и Европа.
Мисията на Ивакура се случва след няколко подобни начинания, инициирани от Шогуната Токугава (Японското пратеничество в САЩ от 1860 г., Първото японско пратеничество в Европа от 1862 г. и Второто японско пратеничество в Европа от 1863 г.)

## Участници
Мисията носи името на своя водач, Ивакура Томоми изпълняващ ролята на извънреден и пълномощен посланик, придружаван от четирима заместник-посланици, от които трима са също и министри в японското правителство (Окубо Тошимичи, Кидо Такайоши и Ито Хиробуми). Историкът Куме Кунитаке в качеството си на личен секретар на Ивакура Томоми официално води записките по време на мисията. Те са публикувани през 1878 г. в пет тома под името „Токумей Зенкен Тайши Бей-О: Кайран Джикки“ (特命全権大使米欧回覧実記, „Записки на извънредния и пълномощен посланик в САЩ и Европа“ и представят задълбочен анализ на японските наблюдения в САЩ и Европа.
В мисията уачастват и 48 администратори и учени, 53 студенти и спътници, които се присъединяват в Йокохама. Някои от студентите остават в чужбина за да завършат образованието си, 5 момичета остават в САЩ също за да учат.

## Маршрут

### САЩ
Делегацията отпътува на 23 декември 1871 г. от Йокохама за Сан Франциско на кораба „Америка“. След като пристига на 15 януари 1872 г., продължава с влак през Солт Лейк Сити и Чикаго и на 29 февруари е във Вашингтон. Престоят и е удължен в опит да се предоговорят неравноправните договори, което налага двама членове да се върнат в Япония за да получат нужните акредитивни писма. Японските делегати проявяват силен интерес към образователната политика и са организирани посещения в училища, университети и заводи в Бостън, Ню Йорк и Вашингтон. След неуспеха в предоговарянето на неравноправните договори през август 1872 г. мисията продължава своя път към Великобритания.

### Великобритания
На 17 август 1872 г. мисията на Ивакура пристига в Ливърпул на парахода „Олимп“. В Лондон японците разглеждат политическите, академични и военни институции на Обединеното кралство. Тяхната обиколка включва посещение на Британския музей, новопостроеното лондонско метро и Роял Албърт Хол. След посещението на кралските корабостроителници в Портсмът и Брайтън, групата се разделя и продължава към Шотландия, Единбург, Йоркшър, Манчестър, Глазгоу, Нюкясъл и Брадфорт.
Ивакура Томоми води делегацията в Манчестър и Ливърпул, като на 7 октомври по време на тържественото му посрещане е подчертана водещата роля на региона по отношение на технологиите, производството и управлението. В Глазгоу, където е гост на Лорд Блантиър, делегацията отсяда в личното имение на лорда и са проведени обиколки на корабостроителниците и стоманодобивните заводи на брега на река Клайд.
В Нюкясъл делегацията пристига на 21 октомври и отсяда в хотел „Ройъл Стейшън“, където се среща с индустриалеца Уилиям Армстронг и са договорени нови поръчки за кораби и въоръжение от неговите заводи. Посетен е и заводът за двигатели и артилерийски оръдия в Елзуик заедно с капитан Андрю Ноубъл и Джордж Рендъл, където са разгледани методите за производство на хидравлични двигатели и картечници „Армстронг“ и „Гатлинг“. Следва оглед на каменовъглената мина в Госфърт, металургичните заводи Болкъу и Воган в Мидълзбро, както и железните мини в Кливланд.
В компанията на британския дипломатически представител в Япония, делегацията посещава не само промишлени центрове но и жилищни комплекси, училища, приюти, болници и паркове за работниците.
На 5 декември 1872 г. делегацията е приета от кралица Виктория в замъка Уиндзор. На 9 декември е срещата с принца на Уелс.
На 16 декември мисията продължава своя път към Франция.

### Франция, Германия и завръщане в Япония
През първата половина на 1873 г. мисията посещава Франция, Белгия, Холандия, Русия, Прусия, Дания, Швеция, Бавария, Австрия, Италия и Швейцария. По пътя обратно към Япония спира в Египет, Аден, Цейлон, Сингапур, Сайгон, Хонг Конг и Шанхай. След 2 години, на 13 септември 1873 г. мисията Ивакура стъпва на родна земя в Йокохама.

### Цели и резултати
Въпреки че не успяват да предоговорят неравноправните договори, участниците в мисията остават силно впечатлени от постиженията на западните държави и това води до редица инициативи за извършването на сходна модернизация в Япония.